# Rosja w Konkursie Piosenki Eurowizji Junior
Rosja w Konkursie Piosenki Eurowizji Junior brała udział 17 razy. Od czasu debiutu w konkursie uczestnictwem kraju zajmował się nadawca Wszechrosyjska Państwowa Kompania Telewizyjna i Radiowa (RTR).
Rosja zadebiutowała w konkursie podczas konkursu w 2005. Kraj dwukrotnie wygrał finał konkursu: w 2006 (siostry Tołmaczowe z utworem „Wiesiennij dżaz”) i w 2017 (Polina Bogusiewicz z piosenką „Krylja”).

## Uczestnictwo
Poniższa tabela uwzględnia nazwiska wszystkich rosyjskich reprezentantów, tytuły konkursowych piosenek i wyniki krajowych delegatów w poszczególnych latach.
| Rok  | Wykonawca                               | Piosenka                | Język               | Miejsce | Punkty |
| ---- | --------------------------------------- | ----------------------- | ------------------- | ------- | ------ |
| 2005 | Wład Krutskich                          | „Doroga k sołncu”       | rosyjski            | 9       | 66     |
| 2006 | Siostry Tołmaczowe                      | „Wiesiennij dżaz”       | rosyjski            | 1       | 154    |
| 2007 | Aleksandra Gołowczenko                  | „Otlicznica”            | rosyjski            | 6       | 105    |
| 2008 | Michaił Puntow                          | „Spit angieł”           | rosyjski            | 7       | 73     |
| 2009 | Katia Riabowa                           | „Malieńkij princ”       | rosyjski            | 2       | 116    |
| 2010 | Liza Drozd i Sasza Lazin                | „Boy & Girl”            | rosyjski, angielski | 2       | 119    |
| 2011 | Katia Riabowa                           | „Kak Romeo i Dżuljetta" | rosyjski            | 4       | 99     |
| 2012 | Lerika                                  | „Siensacyja”            | rosyjski, angielski | 4       | 88     |
| 2013 | Dajana Kiriłłowa                        | „Miecztaj (Dream On)”   | rosyjski            | 4       | 106    |
| 2014 | Alisa Kożykina                          | „Dreamer”               | rosyjski, angielski | 5       | 96     |
| 2015 | Michaił Smirnow                         | „Mieczta”               | rosyjski, angielski | 6       | 80     |
| 2016 | Water of Life Project                   | „Water of Life”         | rosyjski, angielski | 4       | 202    |
| 2017 | Polina Bogusiewicz                      | „Krylja (Wings)"        | rosyjski, angielski | 1       | 188    |
| 2018 | Anna Filipczuk                          | „Unbreakable”           | rosyjski, angielski | 10      | 122    |
| 2019 | Tatjana Mieżencewa i Dienbierieł Oorżak | „A Time For Us”         | rosyjski, angielski | 13      | 72     |
| 2020 | Sofia Feskowa                           | „My New Day”            | rosyjski, angielski | 10      | 88     |
| 2021 | Tanja Mieżencewa                        | „Mon Ami”               | rosyjski, angielski | 7       | 124    |

Legenda:
     1. miejsce

## Historia głosowania w finale (2005–2021)
Poniższe tabele pokazują, którym krajom Rosja przyznała w finale konkursu punkty i od których państw rosyjscy reprezentanci otrzymali noty.
| L.p. | Kraj     | Punkty |
| ---- | -------- | ------ |
| 1.   | Białoruś | 144    |
| 2.   | Armenia  | 132    |
| 3.   | Gruzja   | 109    |
| 4.   | Ukraina  | 86     |
| 5.   | Malta    | 55     |

| L.p. | Kraj     | Punkty |
| ---- | -------- | ------ |
| 1.   | Białoruś | 151    |
| 2.   | Armenia  | 129    |
| 3.   | Ukraina  | 96     |
| 4.   | Holandia | 88     |
| 5.   | Serbia   | 87     |

## Komentatorzy i sekretarze
Spis poniżej przedstawia wszystkich rosyjskich komentatorów konkursu oraz krajowych sekretarzy podających punkty w finale.
| Rok  | Komentator                          | Sekretarz podający punkty   | Stacja telewizyjna |
| ---- | ----------------------------------- | --------------------------- | ------------------ |
| 2005 | Jurij Nikołajew                     | Roman Kerimovw              | Rossija 1          |
| 2006 | Olga Szelest                        | Roman Kerimovw              | Rossija 1          |
| 2007 | Olga Szelest                        | Marina Kniazewa             | Rossija 1          |
| 2008 | Olga Szelest                        | Sarina                      | Rossija 1          |
| 2009 | Olga Szelest                        | Filip Masurow               | Rossija 1          |
| 2010 | Olga Szelest                        | Filip Masurow               | Rossija 1          |
| 2011 | Olga Szelest                        | Walentin Sadiki             | Rossija 1          |
| 2012 | Olga Szelest                        | Walentin Sadiki             | Rossija 1          |
| 2013 | Alekandr Gurewicz                   | Marija Bachirewa            | Karusel            |
| 2014 | Olga Szelest i Alekandr Gurewicz    | Mariya Kareeva              | Karusel            |
| 2015 | Olga Szelest                        | Sofia Dołganowa             | Karusel            |
| 2016 | Olga Szelest                        | Michaił Smirnow             | Karusel            |
| 2017 | Lipa Teterich                       | Tonya Volodina              | Karusel            |
| 2018 | Anton Zorkin                        | Dina i Khryusha             | Karusel            |
| 2019 | Vladim Takmenev i Lera Kudryavtseva | Alisa i Khryusha            | NTV                |
| 2019 | Anton Zorkin                        | Alisa i Khryusha            | Karusel            |
| 2020 | Anton Zorkin                        | Mikella Abramova i Khryusha | Karusel            |
| 2021 | Anton Zorkin, Chriusza              | Liza Gureewa                | Karusel            |